# Kristjan Tafenau
Kristjan Tafenau (* 2. Januar 1998) ist ein estnischer Leichtathlet, der sich auf den Hochsprung spezialisiert hat.

## Karriere
Erste internationale Erfahrungen sammelte Kristjan Tafenau im Jahr 2017, als er bei den U20-Europameisterschaften in Grosseto mit übersprungenen 2,09 m in der Qualifikation ausschied. Anschließend nahm er an der Sommer-Universiade in Taipeh teil, erreichte aber auch dort mit 2,05 m nicht das Finale. 
2020 wurde Tafenau estnischer Meister im Hochsprung im Freien sowie 2017 und 2019 in der Halle.

## Persönliche Bestleistungen
- Hochsprung: 2,14 m, 7. Juli 2018 in Tallinn
  - Halle: 2,16 m, 17. Februar 2019 in Tallinn